# Cristina Neagu
Cristina Georgiana Neagu (født 26. august 1988 i Bukarest) er en rumænsk håndboldspiller, der spiller for CSM Bucuresti som venstre back. Hun er blevet kåret til verdens bedste håndboldspiller fire gange (2010, 2015, 2016 og 2018).
Neagu har spillet omkring 190 kampe og scoret over 781 mål for Rumæniens kvindehåndboldlandshold. Ved Sommer-OL 2008 blev Neagu og Rumænien nummer 7 i turneringen. I efteråret 2010 blev hun kåret til den mest værdifulde spiller under GF World Cup 2010 i Århus, da Rumænien vandt turneringen. Hun blev delt topscorer med Andrea Penezić i EHF Champions League 2014-15.
Ved VM i håndbold 2015 i Danmark blev hun kåret som slutrundens bedste spiller og blev topscorer med 63 mål.

## Biografi
Cristina Neagu blev født i Bukarest den 26. august 1988 i Ghencea-kvarteret. Hun har to ældre søstre.

## Meritter
- EHF Champions League:
  - Vinder: 2015
  - Finalist: 2010, 2014
- EHF Cup Winners' Cup:
  - Finalist: 2008
- EM i håndbold:
  - Bronze: 2010
- VM i håndbold:
  - Bronze: 2015
  - Fjerdeplads: 2007